# Abzakowo (rejon biełoriecki)
Abzakowo (ros. Абзаково) – wieś (sieło) w Rosji, w Baszkortostanie, w rejonie biełorieckim. W 2010 liczyła 1331 mieszkańców.